# Оберлихтенау
Оберлихтенау (нем. Oberlichtenau) — бывшая коммуна в немецкой федеральной земле Саксония. С 1 января 2009 года входит в состав города Пульсниц.
Подчиняется административному округу Дрезден и входит в состав района Баутцен. На 31 декабря 2008 года население составляло 1425 человек. Занимает площадь 10,03 км². Официальный код  —  14 2 92 390.

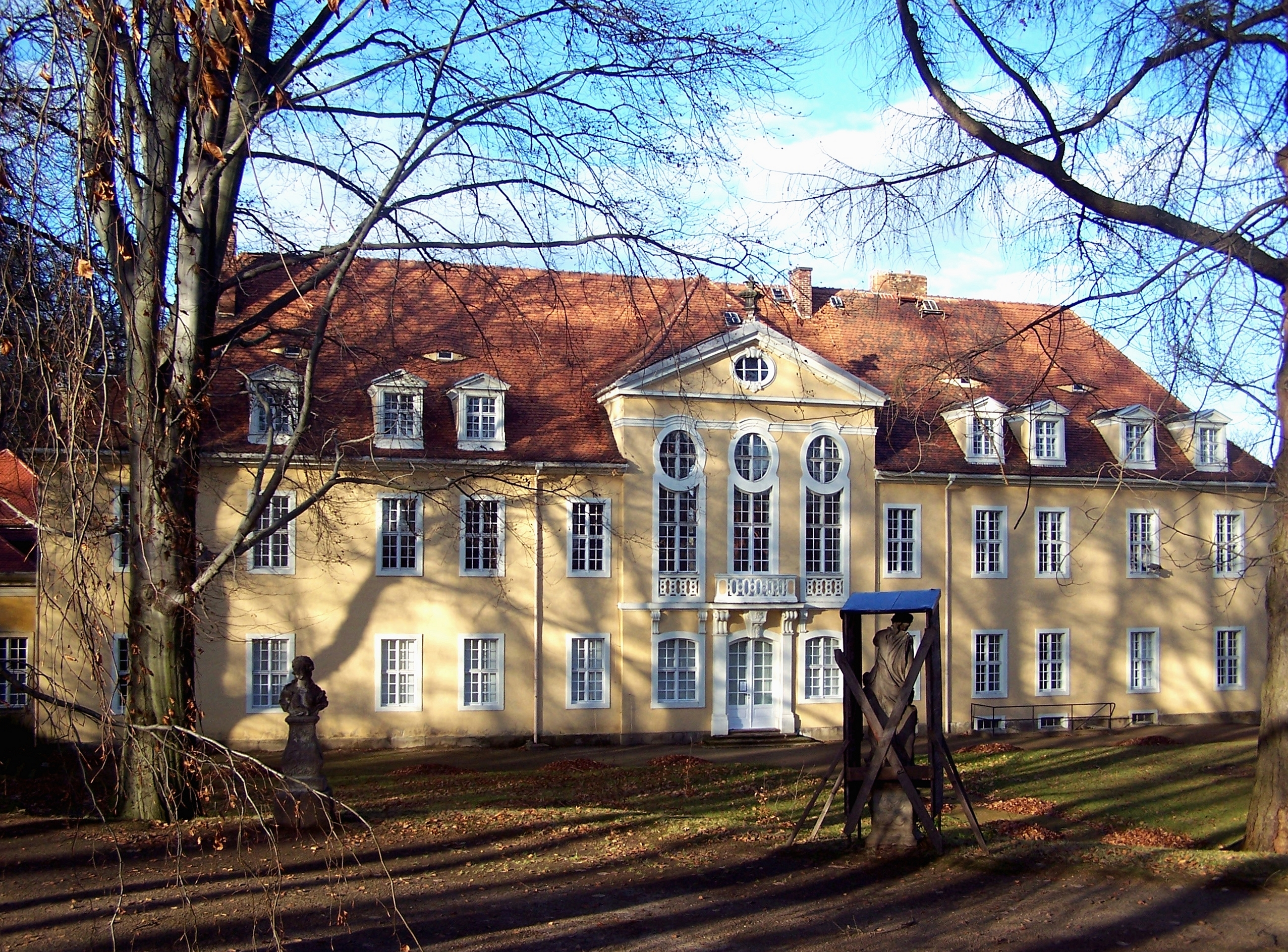
Барочный дворец Оберлихтенау